# Żelazo
Żelazo (Fe, łac. ferrum) – pierwiastek chemiczny o liczbie atomowej 26, metal z VIII grupy pobocznej układu okresowego, należący do grupy metali przejściowych.
Pod względem masy żelazo jest najczęściej występującym pierwiastkiem chemicznym na Ziemi. Stanowi większość składu jej jądra zewnętrznego i wewnętrznego. Jest także czwartym najbardziej powszechnym pierwiastkiem w skorupie ziemskiej. Dostatek tego pierwiastka w strukturze planet skalistych podobnych do Ziemi wiąże się z obfitą jego produkcją w procesie fuzji jądrowej w gwiazdach o dużej masie, w której żelazo jest ostatnim pierwiastkiem, wytworzenie którego wiąże się z uwolnieniem energii. Pierwiastki o większej liczbie atomowej powstają w wyniku gwałtownego wybuchu supernowej, która rozrzuca w przestrzeń radionuklidy, będące także prekursorem stabilnego żelaza.

## Właściwości chemiczne i fizyczne
Czyste żelazo jest lśniącym, srebrzystym, dość twardym i stosunkowo trudnotopliwym metalem, który ulega pasywacji. Domieszka krzemu bądź węgla, związana z procesem otrzymywania metalu z rud żelaza, zwiększa głębokość i szybkość korozji. Od starożytności (najstarsza znana archeologom stal pochodzi z ok. 1800 r. p.n.e.) jest stosowane w formie stopów z węglem, czyli żeliwa i stali, oraz stopów z manganem, chromem, molibdenem, wanadem i wieloma innymi (są to tzw. stale stopowe).
Podobnie jak inne pierwiastki chemiczne VIII grupy – ruten i osm – żelazo występuje w szerokim zakresie stopni utlenienia, od −II do VI, z których najpowszechniejsze są II i III stopień, gdzie II występuje nieco rzadziej od III, ze względu na niski standardowy potencjał redukcji {\displaystyle E_{Fe^{3+}/Fe^{2+}}}. Ma 25 izotopów z przedziału mas 45–69. Trwałe są izotopy 54, 56, 57 i 58, z czego najwięcej jest izotopu 56 (92%). Żelazo w stanie wolnym występuje w meteroidach oraz środowiskach o małej zawartości tlenu, gdyż reaguje z wodą i tlenem. Powierzchnia czystego żelaza jest lśniąca i srebrzystobiała, lecz utlenia się na wolnym powietrzu, tworząc uwodnione tlenki żelaza, potocznie nazywane rdzą. W przeciwieństwie do metali tworzących na swojej powierzchni powłokę pasywną, tlenki żelaza zajmują większą objętość niż metal, w wyniku czego łuszczą się, odsłaniając kolejne dla czynników korozyjnych warstwy nieskorodowanej jeszcze powierzchni.

## Odmiany alotropowe
W literaturze żelazu przypisuje się różną liczbę odmian alotropowych.
Dwie odmiany alotropowe:
- żelazo α występujące w dwóch odmianach:
  - niskotemperaturowej α – trwałej do temperatury 912 °C; sieć krystaliczna: układ regularny przestrzennie centrowany (bcc) typu A2 (komórka elementarna 2,86 Å); do temperatury 768 °C jest ferromagnetykiem, powyżej zaś jest paramagnetykiem;
  - wysokotemperaturowej α(δ), odpowiadającej żelazu δ poniżej – trwałej od 1394 °C do 1538 °C; sieć krystaliczna: układ regularny przestrzennie centrowany bcc typu A2 (2,93 Å);
- żelazo γ – trwałe w zakresie 912–1394 °C, sieć krystaliczna: układ regularny ściennie centrowany (fcc) typu A1 (3,65 Å).

Cztery odmiany alotropowe:
- żelazo α – trwałe do temperatury Curie (768 °C), ferromagnetyk, sieć krystaliczna: układ regularny wewnętrznie centrowany (bcc) typu A2 (komórka elementarna 2,86 Å);
- żelazo β – trwałe w zakresie 768–910 °C, paramagnetyk, sieć krystaliczna: bcc typu A2 (2,90 Å);
- żelazo γ – trwałe w zakresie 910–1400 °C, sieć krystaliczna: układ regularny ściennie centrowany (fcc) typu A1 (3,64 Å);
- żelazo δ – trwałe od 1400 do 1535 °C (temperatura topnienia), sieć krystaliczna: bcc typu A2 (2,93 Å).

## Zastosowanie związków żelaza
Żelazo wykorzystywane jest przez ludzi od czasów prehistorycznych. Czas, w którym żelazo stało się głównym surowcem w wytwarzaniu narzędzi nazywa się epoką żelaza; w Starym Świecie zaczęła się ona ok. 1200 lat p.n.e., zaś w Amerykach i w Australii żelazo poznano dopiero po przybyciu nowożytnych kolonizatorów. Koniec epoki żelaza nastał wraz z początkiem średniowiecza albo w XIII wieku, choć według niektórych trwa do dziś. Żelazo wyparło stosowane wcześniej stopy miedzi mające niższe temperatury topnienia. W czystej postaci żelazo jest stosunkowo miękkie, aczkolwiek nie jest możliwe otrzymanie takiej jego formy na drodze wytapiania, gdzie otrzymuje się żelazo znacznie twardsze i wzmocnione przez zanieczyszczenia, a w szczególności przez węgiel.

### Stal
Odpowiednia mieszanina żelaza z węglem, w ilości od 0,002% do 2,1% węgla nazywana jest stalą, która charakteryzuje się nawet 1000 razy większą twardością niż czyste żelazo. Najstarsze ślady użycia stali pochodzą z ok. 1800 r. p.n.e.; ówczesna stal była niejednorodna pod względem jakości, ponieważ proces jej wytwarzania (wtedy było to mieszanie żelaza z węglem drzewnym w prymitywnych piecach) był czasochłonny i trudny do kontrolowania. W dzisiejszych czasach surowe stopy żelaza z węglem wytwarzane są w wielkich piecach, w których ze wsadu składającego się z rudy żelaza z dodatkiem koksu i topników wytapia się surówkę o wysokiej zawartości węgla. W kolejnych etapach produkcji, przy użyciu tlenu zmniejsza się zawartość węgla w surówce do odpowiedniej wartości, aby otrzymać stal. Z uwagi na szereg korzystnych właściwości, a także dostatek złóż rudy żelaza na świecie, stale oraz stopy żelaza utworzone z innymi metalami (stale stopowe) są najbardziej powszechnymi metalami przemysłowymi.

### Związki chemiczne żelaza
Związki chemiczne żelaza mają wiele zastosowań. Reakcja spalania mieszaniny tlenku żelaza i sproszkowanego glinu, nazywanej termitem, stosowana jest przy spawaniu i oczyszczaniu rud. Pierwiastek ten tworzy również związki dwuskładnikowe z halogenami i tlenowcami.
Oprócz minerałów duże znaczenie technologiczne mają karbonylkowe kompleksy żelaza, które otrzymuje się z chlorków żelaza i które są katalizatorami licznych reakcji organicznych. Zielony chlorek żelaza(II) o kwaskowym smaku jest podawany przy niedokrwistości.

## Występowanie w skorupie ziemskiej
Żelazo jest szeroko rozprzestrzenione w skorupie ziemskiej i jego zawartość wynosi ok. 6,2% (co stawia żelazo na 4. miejscu wśród pierwiastków i 2. miejscu wśród metali).
Żelazo występuje w minerałach takich jak np.:
- czerwony hematyt (Fe2O3);
- czarny magnetyt (Fe3O4);
- syderyt (FeCO3);
- limonit (Fe2O3·nH2O), m.in. w formie rudy darniowej;
- goethyt (FeO(OH));
- piryt (FeS2);
- arsenopiryt (FeAsS);
- żelazo rodzime (Fe).

## Wydobycie
Podstawowym źródłem produkcji żelaza są rudy żelaza, choć coraz większe znaczenie ma żelazo pozyskiwane z recyklingu. W wydobyciu rud żelaza w 2017 roku, wynoszącym ogółem ok. 2,4 mld ton, przodowały: Australia (880 mln ton), Brazylia (440 mln ton), Chiny (ok. 340 mln ton), Indie (190 mln ton) i Rosja (100 mln ton).
W Polsce zasobów żelaza w okolicach Suwałk nie wydobywa się w związku z groźbą zaistnienia katastrofy ekologicznej oraz z uwagi na głębokie położenie złóż.
|    | Państwa wydobywające najwięcej rud żelaza (2017) (w milionach ton) | Państwa wydobywające najwięcej rud żelaza (2017) (w milionach ton) |
| -- | ------------------------------------------------------------------ | ------------------------------------------------------------------ |
| 1  | Australia                                                          | 880                                                                |
| 2  | Brazylia                                                           | 440                                                                |
| 3  | Chiny                                                              | 340                                                                |
| 4  | Indie                                                              | 190                                                                |
| 5  | Rosja                                                              | 100                                                                |
| 6  | Południowa Afryka                                                  | 68                                                                 |
| 7  | Ukraina                                                            | 63                                                                 |
| 8  | Kanada                                                             | 47                                                                 |
| 9  | Stany Zjednoczone                                                  | 46                                                                 |
| 10 | Iran                                                               | 35                                                                 |
|    | Łącznie na świecie                                                 | 2,4 mld ton                                                        |

## Znaczenie biologiczne żelaza
Żelazo odgrywa ważną rolę w biologii. Mimo znacznego rozpowszechnienia na Ziemi, żelazo należy do mikroelementów – występuje w niewielkich ilościach w składzie organizmów, jest jednak pierwiastkiem niezbędnym do życia dla prawie wszystkich organizmów żywych – drobnoustrojów, roślin i zwierząt, w tym człowieka.
Jest metalem występującym w wielu ważnych enzymach redoks, odpowiadających za oddychanie komórkowe, utlenianie i redukcję u roślin i zwierząt. W tym też w centrach aktywnych licznych enzymów takich jak: katalaza, peroksydazy oraz cytochromy. Znajduje się też w grupach prostetycznych wielu innych ważnych białek należących do metaloprotein: hemoglobinie, mioglobinie, będących typowymi białkami wykorzystywanymi do transportu i przechowywania tlenu cząsteczkowego u kręgowców.

### Niedobór
Niekiedy podaż żelaza może nie pokrywać zapotrzebowania organizmu na ten pierwiastek, dzieje się tak m.in. w stanach zwiększonego zapotrzebowania, zaburzeń wchłaniania lub zwiększonej utraty żelaza. Po pewnym czasie prowadzi to do jego niedoboru i związanych z nim objawów chorobowych.
U kręgowców jest to głównie niedokrwistość z niedoboru żelaza. Według danych WHO aż 30% światowej populacji może spełniać kryteria niedokrwistości. W krajach rozwijających się ten problem dotyczy co drugiej kobiety w ciąży i blisko 40% dzieci w wieku przedszkolnym.
Niedobór żelaza u roślin powoduje zakłócenia przebiegu fotosyntezy i chlorozę młodych liści.

### Nadmiar
Czasem mimo istniejących mechanizmów regulacyjnych organizmu, może dojść do stanów przeciążenia żelazem. Najważniejszymi schorzeniami związanymi z nadmiarem żelaza w organizmie są hemochromatoza dziedziczna i hemosyderoza. Duże ilości soli żelaza(II) są toksyczne. Związki żelaza(III–VI) są nieszkodliwe, ponieważ słabo się wchłaniają.

### Metabolizm żelaza w organizmie ludzkim
W organizmie ludzkim żelazo występuje w hemoglobinie, tkankach, mięśniach, szpiku kostnym, białkach krwi, enzymach, ferrytynie, hemosyderynie oraz w osoczu. Przeciętny mężczyzna ma w organizmie 4 gramy żelaza, a kobieta około 3,5 grama.
Żelazo wchłania się w dwunastnicy i jelicie cienkim w postaci Fe2+. Po wchłonięciu wiązane jest przez apoferrytynę w błonie śluzowej przewodu pokarmowego. Powstaje ferrytyna, a żelazo znajduje się wtedy na III stopniu utlenienia. We krwi transportowane jest przez transferrynę. Prawidłowe stężenie żelaza w surowicy krwi: 
- wartość średnia
  - mężczyźni 21,8 μmol/l, 120 μg/dl
  - kobiety 18,5 μmol/l, 100 μg/dl
- wartość skrajna
  - mężczyźni 17,7–35,9 μmol/l, 90–200 μg/dl
  - kobiety 11,1–30,1 μmol/l, 60–170 μg/dl

Magazynowane jest w wątrobie również w postaci ferrytyny.

#### Zapotrzebowanie i podaż w diecie
Zapotrzebowanie na żelazo u człowieka jest zmienne i zależy od wieku, płci i stanu organizmu. U osób dorosłych wynosi ono od 1 mg/dobę u mężczyzn do 2 mg u kobiet, z zastrzeżeniem, że w okresie ciąży i karmienia powinno to być ok. 3 mg/dobę. Różnice w przyswajalności żelaza z pożywienia są bardzo duże w zależności od diety, od 1–2% dla diety wyłącznie zbożowej, do 25% dla diety mięsnej. Dla średniej, mieszanej diety przyswajalność żelaza wynosi ok. 10%, co oznacza konieczność spożywania ok. 10-krotnie większej ilości żelaza niż wynosi jego zapotrzebowanie przez organizm. Źródła żelaza w diecie człowieka to: mięso (w tym mięso ryb), wątroba, żółtko jaj, twaróg, orzechy, mleko, warzywa strączkowe, brokuły, krewetki. Szpinak, wbrew obiegowym opiniom, zawiera umiarkowane ilości żelaza na dodatek w formie słabo przyswajalnej przez człowieka.
Suplementację preparatami żelaza powinno się stosować m.in. u osób po zabiegach operacyjnych z dużą utratą krwi, u osób z krwawieniami z przewodu pokarmowego, z dróg rodnych, kobiet ciężarnych, karmiących, przy obfitych menstruacjach, u wcześniaków, u dzieci po konflikcie serologicznym, u osób z zaburzeniami wchłaniania żelaza. Część badań wskazuje, że podawanie żelaza może zmniejszać natężenie objawów u dzieci z ADHD mających niedobory tego pierwiastka. Rola suplementacji żelaza w tej chorobie nie jest jednak potwierdzona i wymaga dalszych badań.